# Nordström & Thulins hus

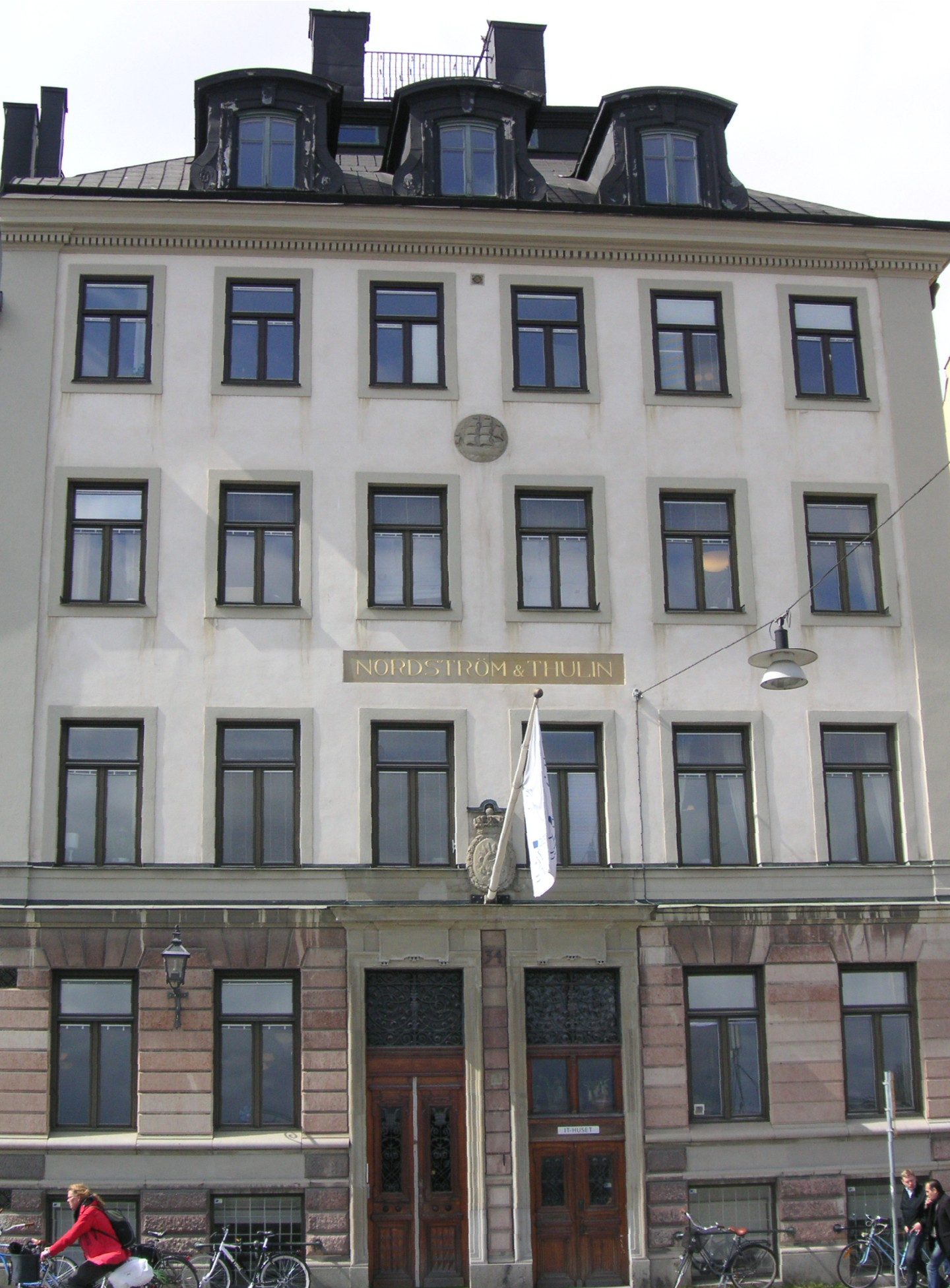
Nordström & Thulins hus i maj 2009

Nordström & Thulins hus, är en byggnad i kvarteret Phoebus vid Skeppsbron 34 i Stockholm.
Huset uppfördes 1790, det har en stomme av natursten och tegel samt bjälklag i trä. Byggnaden har en höjd av 4 ½ våningar med en vindsvåning, varav bottenvåningen utgör 1 ½ våningar med halvvåning till källarplanet, bredden motsvarar sex fönsteraxlar. På taket finns tre centrisk anordnade takkupor. Karakteristisk för husets skeppsbrofasad är de två höga entréportarna till höger och vänster om mittaxeln. Bottenvåningens fasad är klädd med röd sandsten, fasaden i övrigt är putsad och avfärgad i en varmvit kulör. 
Huset Skeppsbron 34 ägdes från 1827 av grosshandlaren Abraham Rydberg. Han var känd för stiftelsen och donation "Abraham Rydbergs stiftelse för danande av skickliga sjömän". Namnet återkom även i det anrika Hotell Rydberg. Från 1892 hade firman Nordström & Thulin sina lokaler i byggnaden. Nordström & Thulins hus vid Skeppsbron har kulturhistoriskt värde som motsvarar kraven för byggnadsminnen i kulturminneslagen.